# غشاء ديباي
غشاء ديباي (يعرف أيضا بالغشاء الكهربائي الساكن (أو الإلكتروستاتيكي)) عبارة عن طبقة من البلازما لها كثافة كبيرة من الأيونات (الشوارد) الموجبة، بالتالي فلها شحنة موجبة فائضة، تقوم بخلق توازن مع شحنة سالبة مقابلة على سطح مادة ما تكون على تماس معها. تقدر سماكة هذه الطبقة بعدة وحدات من أطوال ديباي تتغير قيمتها اعتمادا على الخصائص المتعددة للبلازما مثل درجة الحرارة والكثافة ..إلخ.
يتكون غشاء ديباي في البلازما لأن الإلكترونات لديها عادة درجة حرارة مقاربة أو حتى أكثر من التي للأيونات، بالإضافة إلى كونها أخف وزناً. بالتالي فإن للإلكترونات سرعة أكبر من الأيونات بمعامل على الأقل من درجة {\displaystyle {\sqrt {m_{\mathrm {i} }/m_{\mathrm {e} }}}}.
هذا يؤدي لأن تقوم الإلكترونات بالهروب من البلازما على السطح الفاصل للمادة وبالتالي تشحن السطح بشحنة سالبة بالمقارنة مع البلازما بحد ذاتها.